# 毛喉黄耆
毛喉黄耆（学名：Astragalus dasyglottis）为豆科黄芪属的植物。分布于西伯利亚以及中国大陆的新疆等地，生长于海拔1,050米的地区，多生长在河旁及农田边，目前尚未由人工引种栽培。